# Potsdamer Brücke (Hornwerksgraben)

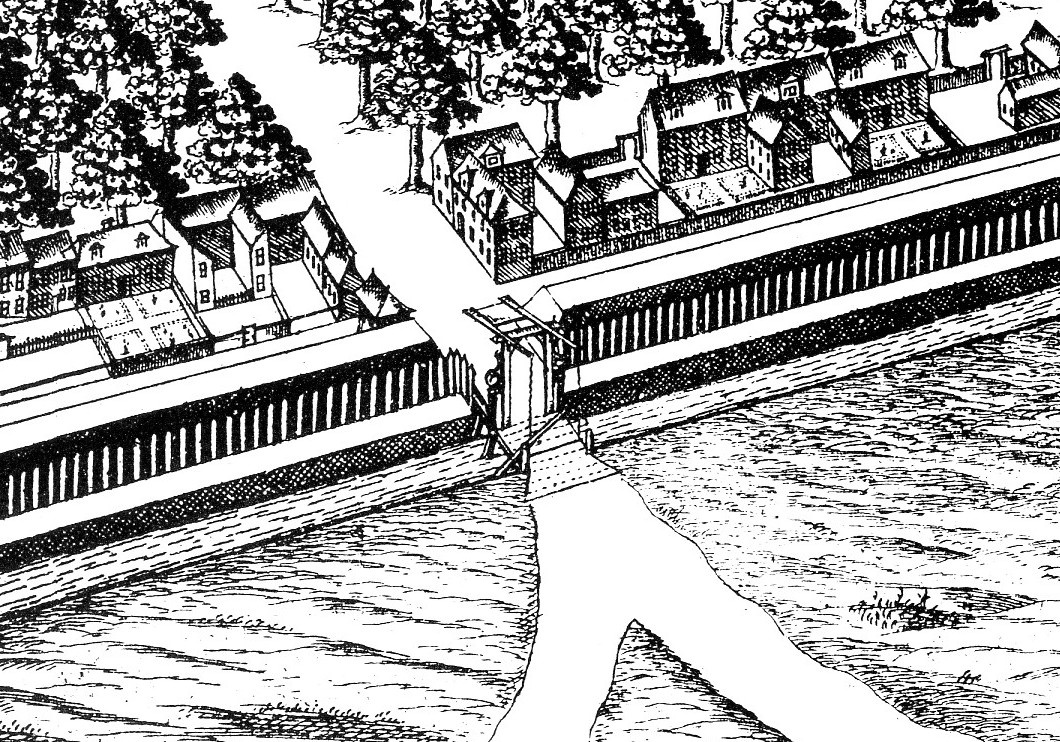
Potsdamer Brücke als hölzerne Klappbrücke über den Hornwerksgraben (Ausschnitt aus dem Schultz-Plan).

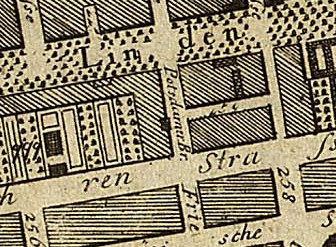
Letztmalige Darstellung der Potsdamer Brücke auf einem Plan aus dem Jahr 1786. An der Westseite der Straße ist die Darstellung der bis dahin erhaltenen Kolonnade zu erkennen, die in die Straße hineinragt.

Die Potsdamer Brücke an der Grenze zwischen der Berliner Dorotheen- und Friedrichstadt war eine Brücke über einen Festungsgraben.
In den 1670er Jahren wurde außerhalb der Berliner Stadtbefestigung die Dorotheenstadt angelegt. Diese wurde mit einem Hornwerk in die Befestigung einbezogen, der zu dieser Befestigung gehörende Graben erhielt deshalb den Namen Hornwerksgraben. Zwei hölzerne Klappbrücken führten über den Hornwerksgraben; eine nach Westen in den Tiergarten und eine nach Süden, u. a. Richtung Potsdam. In alten Plänen werden beide Brücken schlicht mit Hornwerks-Graben-Brücke bezeichnet.
Die Stadtbefestigung der Dorotheenstadt war schon wenige Jahre nach ihrer Anlage obsolet, als ab 1688 direkt südlich der Dorotheenstadt die Friedrichstadt angelegt wurde. Der Hornwerksgraben stellte nun die Grenze zwischen diesen beiden Stadtvierteln dar und die Brücke Richtung Süden lag in einer der zentralen Achsen der neuen Friedrichstadt; der Friedrichstraße. Die Brücke wurde nun u. a. mit Kolonnaden repräsentativ ausgebaut. Spätestens ab diesem Zeitpunkt wurde die Brücke Potsdamer Brücke genannt.
Die Wallanlagen der Dorotheenstadt wurden 1714/15 abgetragen und in der nachfolgenden Zeit auch der Hornwerksgraben zugeschüttet. Die Brückenkonstruktion der Potsdamer Brücke wurde um 1740 abgebaut. Zumindest die westliche Kolonnade der Brücke blieb vorerst erhalten und wurde weiterhin mit Potsdamer Brücke bezeichnet; nun in der Friedrichstraße zwischen Unter den Linden und Behrenstraße. Um 1790 sind dann auch die Kolonnaden und damit der Name Potsdamer Brücke an dieser Stelle aus dem Stadtbild verschwunden.
Ab etwa 1850 erhielt nun die Brücke über den neu erbauten Landwehrkanal im Zuge der Potsdamer Straße den Namen Potsdamer Brücke.

## Belege
1. ↑  La-Vigne-Plan von 1685
2. 1 2  Eberhard Heinze: Berlin und seine Brücken. Transpress, Berlin (DDR) 1987, S. 154.
3. ↑  Johann Christoph Müllers, Georg Gottfried Küsters: Altes und Neues Berlin. Berlin 1737.

Koordinaten: 52° 30′ 58″ N, 13° 23′ 20,4″ O